# 轉動平衡
轉動平衡是指一物體受到多力作用而不轉動，或是在受力後以固定角速度轉動。若外力對物體上任何一點所產生的合力矩均為0時，此物體將而不轉動，或是以固定角速度轉動，因此稱其為轉動平衡，但物體有可能存在加速度，因為當物體處於轉動平衡時，未必會處於平移平衡。
對於一個平面上的力系統來說，只要順時針力矩和逆時針力矩合力為0，即可達到轉動平衡。
若一物體已達靜力平衡，必會達到轉動平衡。